# Federico III de Dinamarca
Federico III (Haderslev, 18 de marzo de 1609 - Copenhague, 9 de febrero de 1670) fue rey de Dinamarca y de Noruega de 1648 a 1670. Era hijo de Cristián IV y de Ana Catalina de Brandeburgo.
En su reinado Dinamarca cedió definitivamente su papel de potencia nórdica en favor de Suecia, país con el que protagonizó dos guerras que pusieron en peligro la misma existencia de su reino. Tras el tratado de Roskilde, Dinamarca quedó terriblemente mutilada, con la peor pérdida territorial de toda su historia y la privación del control sobre el acceso al Mar Báltico. Con todo, la activa defensa que hizo de su país lo convirtió en un rey extremadamente popular, y apoyado en esas circunstancias, consiguió proclamar la monarquía absoluta hereditaria en 1665.

## Biografía

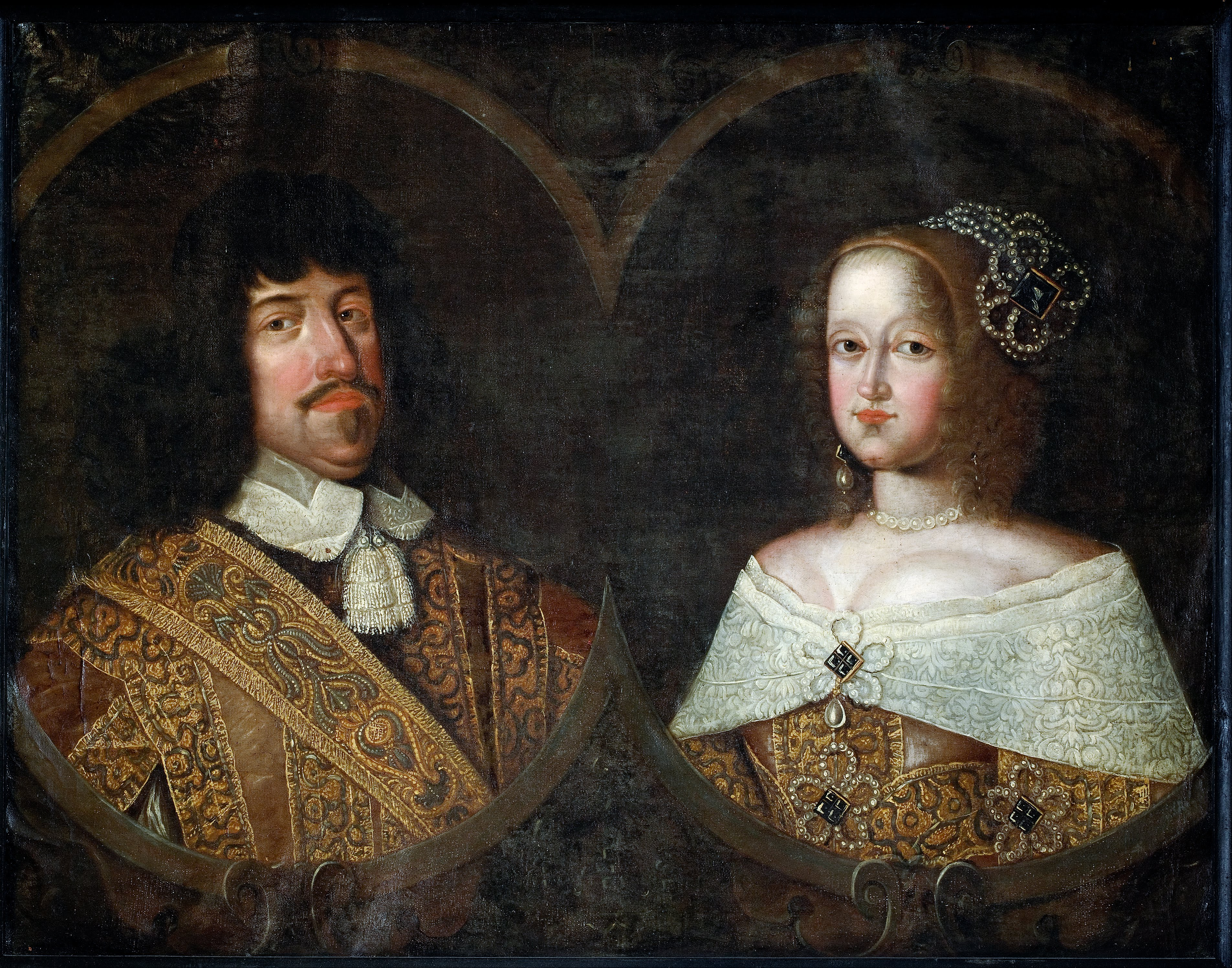
Doble retrato de Federico III de Dinamarca y su esposa Sofía Amalia de Brunswick-Luneburgo, probablemente pintado poco después de su matrimonio en 1643.

Federico nació en Haderlevshus, en Schleswig. Su posición como hijo menor influiría de forma determinante en su formación. En su niñez y juventud, nada parecía indicar que se convertiría en rey, y su padre, el rey Cristián IV, lo utilizó como instrumento de su política expansionista en Alemania. Siendo todavía pequeño, fue nombrado obispo coadjutor de Bremen, de Verden y de Halberstadt, dentro del protestantismo, y a la edad de 18 años, era comandante de la fortaleza de Stade. Así pues, desde una edad temprana ya tenía experiencia administrativa, mientras que su educación era bastante esmerada. Cultivó el gusto por los estudios literarios y científicos.
El 1 de octubre de 1643, a la edad de 35 años, se casó con Sofía Amelia de Brunswick-Lüneburg, una adolescente de 15 años, hija del duque Jorge de Brunswick-Luneburgo.
Durante la guerra sueco-danesa (1657-1658), su padre lo nombró comandante de las tropas de Schleswig y Holstein. No obtuvo gran reconocimiento en la guerra, principalmente a causa de su constante enfrentamiento con el mariscal Anders Bille, comandante del ejército danés. Esa etapa marcó el primer distanciamiento del príncipe con la nobleza, que comenzó a verlo con desconfianza.
La prematura muerte de su hermano mayor, el príncipe Cristián, en junio de 1647 hizo que Federico fuese elegido príncipe heredero, al ser el único hijo legítimo sobreviviente del rey, pero la cuestión de la sucesión no quedó resuelta hasta el 6 de julio, fecha de la coronación de Federico, solamente después de firmar un compromiso (Håndfæstning) que aumentaba considerablemente el poder del Consejo Real en detrimento de la monarquía.

## Rey de Dinamarca y Noruega

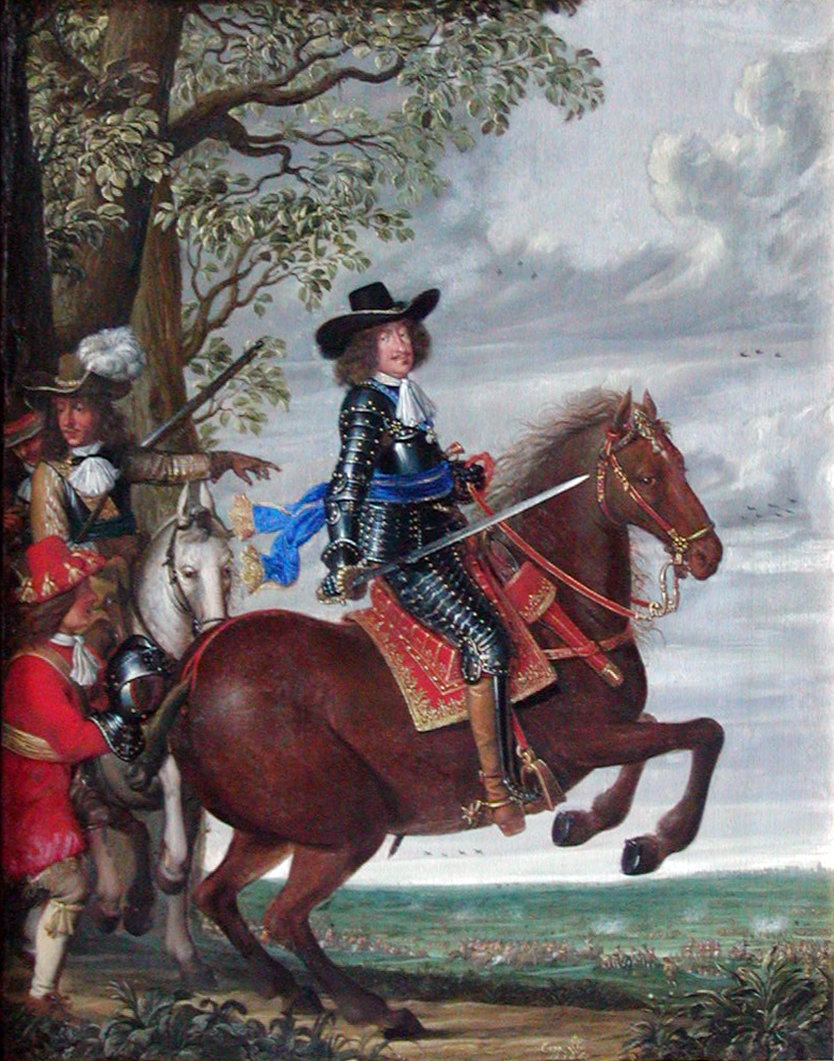
Retrato ecuestre de Federico III, por Wolfgang Heimbach (1680) en el Castillo de Frederiksborg.

Los primeros años de su gobierno estuvieron, pues, caracterizados por el dominio del Consejo. este mantuvo una confrontación con los dos hombres más poderosos del reino, los cuñados del rey, Corfitz Ulfeldt y Hannibal Sehested, quienes tenían el título de rikshovmester. Ambos fueron retirados de sus cargos en 1651, acusados de traición. Sehested recobró el favor del rey en 1660. Ulfeldt se exilió en Suecia y se convertiría en un aliado de ese país, mientras que su esposa Leonora Cristina –media hermana de Federico III- fue encarcelada en la Torre Azul durante 22 años, acusada de complicidad.

### Guerra sueco-danesa (1657-1658)
Pese a sus cualidades, Federico no fue capaz de reconocer sus propias limitaciones y las de su país. En la política exterior, continuó la lucha de su padre en la búsqueda de la supremacía en el área del Mar Báltico. El 6 de junio de 1654 ascendió al trono de Suecia el rey Carlos X Gustavo, cuya habilidad guerrera fue vista por Federico como un peligro para Dinamarca.
Carlos Gustavo entró en guerra con Polonia, invadiendo dicho país en julio de 1654, y aunque esa guerra no representaba un peligro latente para Dinamarca, Federico decidió romper la paz con Suecia en la primera oportunidad. El Consejo danés, en asamblea el 23 de febrero de 1657, garantizó subsidios considerables para la movilización y los gastos militares. El 23 de abril Federico recibió el consentimiento de la mayoría en el Consejo para atacar las posesiones suecas en Alemania. A inicios de mayo, las negociaciones pendientes con Suecia durante la última guerra fueron rotas unilateralmente por Dinamarca, y el 1 de julio, Federico firmó un manifiesto con el que pretendía justificar la guerra, aunque nunca hubo una declaración oficial. Dinamarca no tenía la fuerza militar suficiente ni las alianzas necesarias para hacer frente a la potencia rival.
El rey sueco salió de Polonia con un ejército de 6.000 soldados de caballería y 2500 de infantería, y marchó hacia las posesiones danesas para penetrar en Jutlandia en 1657. Los suecos tomaron la fortaleza de Frederiksodde. La armada danesa logró evitar que el ejército enemigo cruzara el Pequeño Belt, pero Carlos Gustavo consiguió atravesar ese y el Gran Belt entre enero y febrero de 1658 gracias al congelamiento de los estrechos. Los efectos de esa hazaña nunca antes vista fueron devastadores para el gobierno danés. Federico se vio obligado a pedir la paz y por la persuasión de los ministros de Francia e Inglaterra, Carlos Gustavo abandonó sus planes de conquistar Dinamarca. El tratado de Taastrup se firmó el 18 de febrero y el tratado de Roskilde el 26 de febrero de 1658, con las peores consecuencias para Dinamarca y Noruega. Dinamarca perdió gran parte de su territorio: Escania, Halland, Blekinge y la isla de Bornholm; Noruega cedió a Suecia las provincias de Trondheim y Bohuslän. Corfitz Ulfeldt, enemigo del rey danés y asilado en Suecia, actuó como representante de ese país en las negociaciones de paz.
Alcanzada la paz, sucedió una anécdota singular. Federico invitó a Carlos Gustavo a ser su huésped en el castillo de Frederiksborg. El sueco aceptó y pasó tres días (del 3 al 5 de mayo de 1658) junto a Federico, participando en banquetes y en largas conversaciones privadas. Parecía que ambos reyes, tras haber pasado por un mortal enfrentamiento, terminarían por cultivar una amistad.

### Nueva guerra sueco-danesa (1658-1660)
Ante la resistencia de Dinamarca a cumplir con todas las condiciones del tratado de Roskilde y las ambiciones de Suecia tras evidenciar las limitaciones militares danesas, Carlos X Gustavo rompió la paz poco tiempo después, en el mismo año de 1658, sin previa declaración de guerra.
El movimiento fue rápido. El principal ejército sueco desembarcó en Korsør, en Selandia, el 17 de julio de 1658, sembrando el terror y anticipando un pronto ataque contra la capital danesa, mal defendida. Federico III se dispuso a participar en la defensa de la ciudad. En respuesta a la sugerencia del Consejo de abandonar la ciudad, expresó: “moriré en mi nido”, frase que le valió la popularidad entre los pobladores. La población de Copenhague, hombres y mujeres, encabezados por el alcalde Hans Nansen, se alineó con el rey y se dispuso a defender su ciudad a toda costa. A principios de septiembre, se habían reparado todas las brechas en las líneas defensivas, las murallas estaban ahora repletas de cañones y los hombres armados habían pasado de 2000 en agosto a 7000.
La ciudad logró fortificarse de tal modo que Carlos Gustavo abandonó sus planes de tomarla por asalto, y en vez de ello comenzó un sitio ordinario. Tuvo que abandonar el sitio cuando una flota holandesa acudió en ayuda de los daneses y venció a la flota sueca el 29 de octubre. Los holandeses participarían entonces en la liberación de las islas danesas en 1659. En 1660, murió el rey de Suecia e inmediatamente se pactó la paz en Copenhague. El Tratado de Roskilde de 1658 fue llevado a cabo y Dinamarca perdió todas sus posesiones en la península escandinava. Federico pudo, sin embargo, recuperar la provincia de Trondheim para Noruega, y Bornholm para Dinamarca.

### Monarquía absoluta

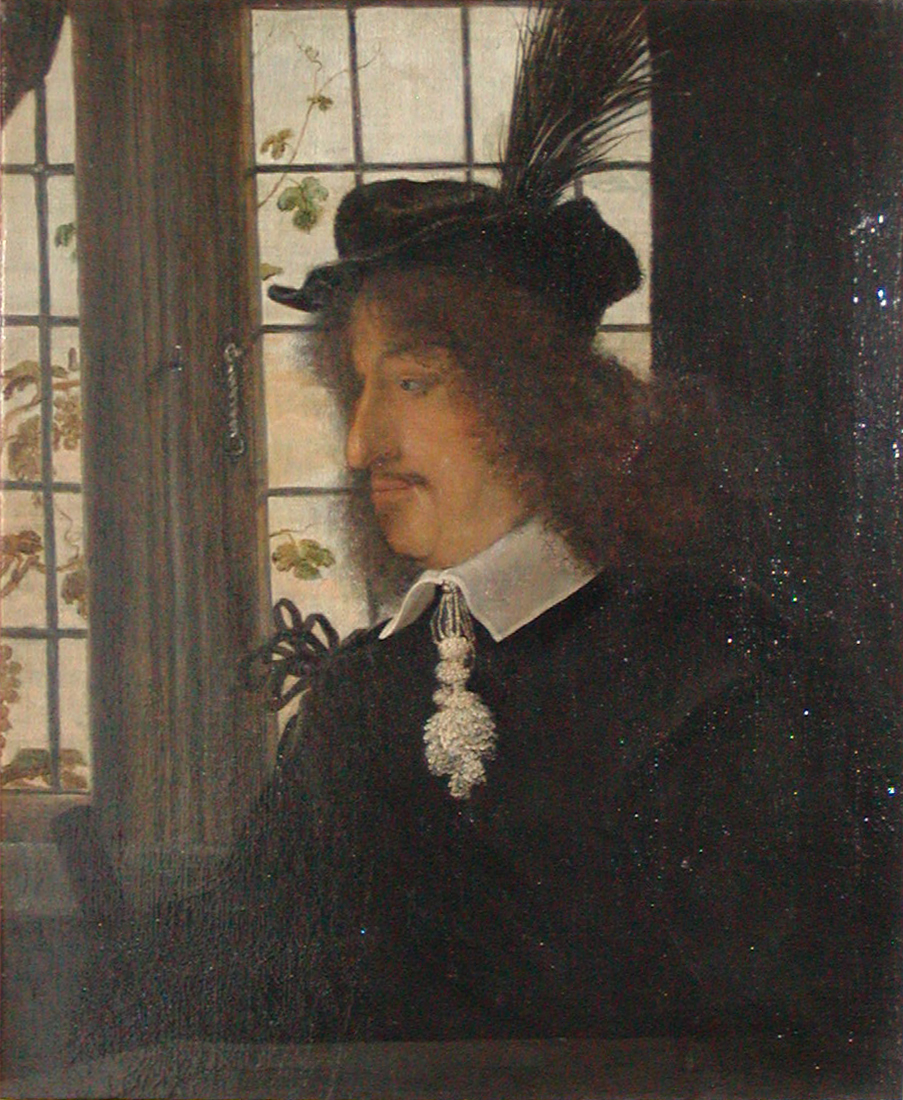
Retrato del rey Federico III hecho por un pintor anónimo.

Alcanzada la paz y pese a las cuantiosas pérdidas, Federico III supo aprovechar la enorme popularidad que había conseguido al defender al país. Valiéndose de los desacuerdos entre la nobleza, por un lado, y la burguesía y el clero, por otro, anuló en la asamblea de 1660 los compromisos de 1648 e introdujo el absolutismo. En 1665, Peder Schumacher redactó la Ley Real (Kongeloven), que sería históricamente la única "constitución" absolutista. La ley otorgaba al rey poderes ilimitados; en ella se consideraba al rey como "la cabeza más grande y alta en la Tierra, superior a todas las leyes humanas".
Los últimos años de su reinado se desarrollaron en el intento de reconstruir el país. Copenhague fue convertida en una ciudad llena de guarniciones, y se fortaleció la defensa del reino tanto como lo permitieron las malogradas finanzas públicas.

### Sistema de gobierno

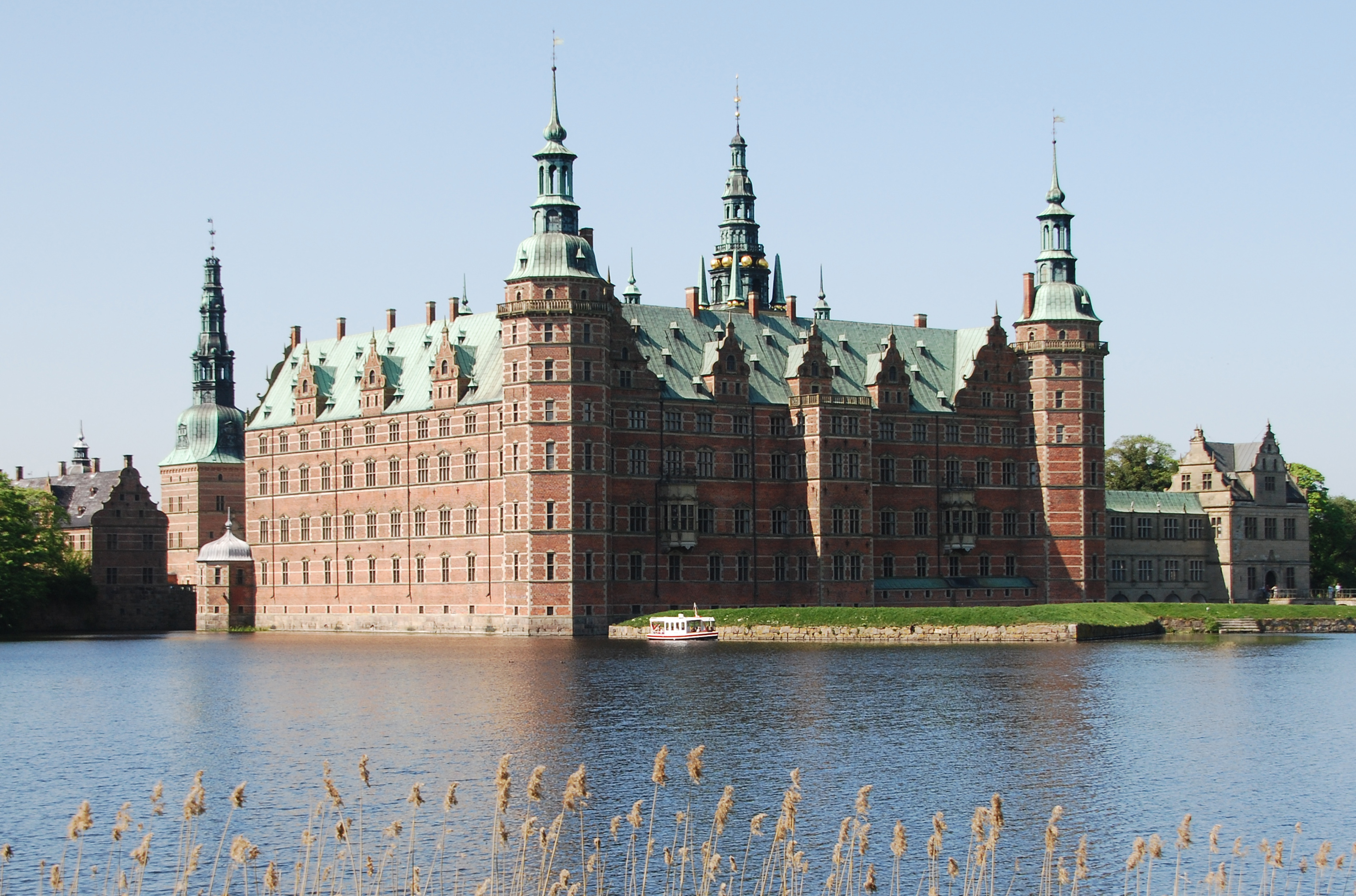
Castillo de Frederiksborg en Hillerød, residencia del rey.

Los últimos 10 años del gobierno de Federico estuvieron ocupados por el gran trabajo sobre la reorganización y transformación del gobierno y la administración, que ya había comenzado en el otoño de 1660, y por el orden de las cosas nuevas, así como por la ruptura de los marcos constitucionales existentes que se necesitaban con urgencia. El interés fuerte y vívido del rey se remonta aquí en todas partes; incluso donde favoritos como Christoffer Gabel y confidentes como Peder Reedtz, Henrik Bjelke, Hans Schack y Hannibal Sehested o desde que Peder Schumacher se hizo cargo de gran parte del trabajo, el rey se apoyó en el, y sobre todo se atrevió a asegurarse de que su gobierno real estuviera asegurado. y fueron rodeados. Se introdujo el sistema colegiado, el poder judicial se separó en la etapa superior de la administración, pero justo cuando el rey resolvió sobre la configuración del colegiado, él mismo se reunió en la Corte Suprema, que es alabado y a menudo sentenciado allí. La junta administrativa del condado desapareció y fue reemplazada por condados ; Todos los funcionarios del condado fueron nombrados por el rey. Se buscaron las finanzas en todos los sentidos, y aunque la carga impositiva, de acuerdo con las fuertes demandas de las otras tribus, también se impuso a la nobleza, los hombres burgueses obtuvieron acceso a las universidades y la posibilidad de alcanzar el alto cargo y la influencia de la nobleza. El cambio de gobierno golpeó más a la nobleza, y la desconfianza y la falta de voluntad del rey hacia él nunca cesaron. Hubo pruebas débiles de que las gradas inferiores también se vieron privadas involuntariamente de cualquier influencia en el gobierno del país; Los ciudadanos de Copenhague no estaban satisfechos con la construcción del castillo , que era una amenaza para ellos, pero se mantuvo la buena relación entre ellos y el rey. Diferente era la relación con la nobleza: Frederick había tomado sus privilegios reales más importantes, y desde el principio deliberadamente buscó su caída. Solo los nobles daneses, que ciertamente se unieron a él y apoyaron a la nueva monarquía, ganaron su favor y recibieron su apoyo a cambio; fue firme con cualquiera que violara el debido respeto al rey. Las demandas contra Kaj Lykke, Corfitz Ulfeldt y Gunde Rosenkrantz ahuyentaron toda oposición, y fue precisamente en este sentido que surgieron los lados más duros del personaje de Frederik. De lo contrario, la monarquía que había tomado no era dura ni despótica, aunque Federico nunca se convirtió en un rey popular, como su padre Cristián IV o su hijo Cristián V, quien por contacto personal con el pueblo ganó su cariño y amor.

## Mercantilismo y política de seguridad

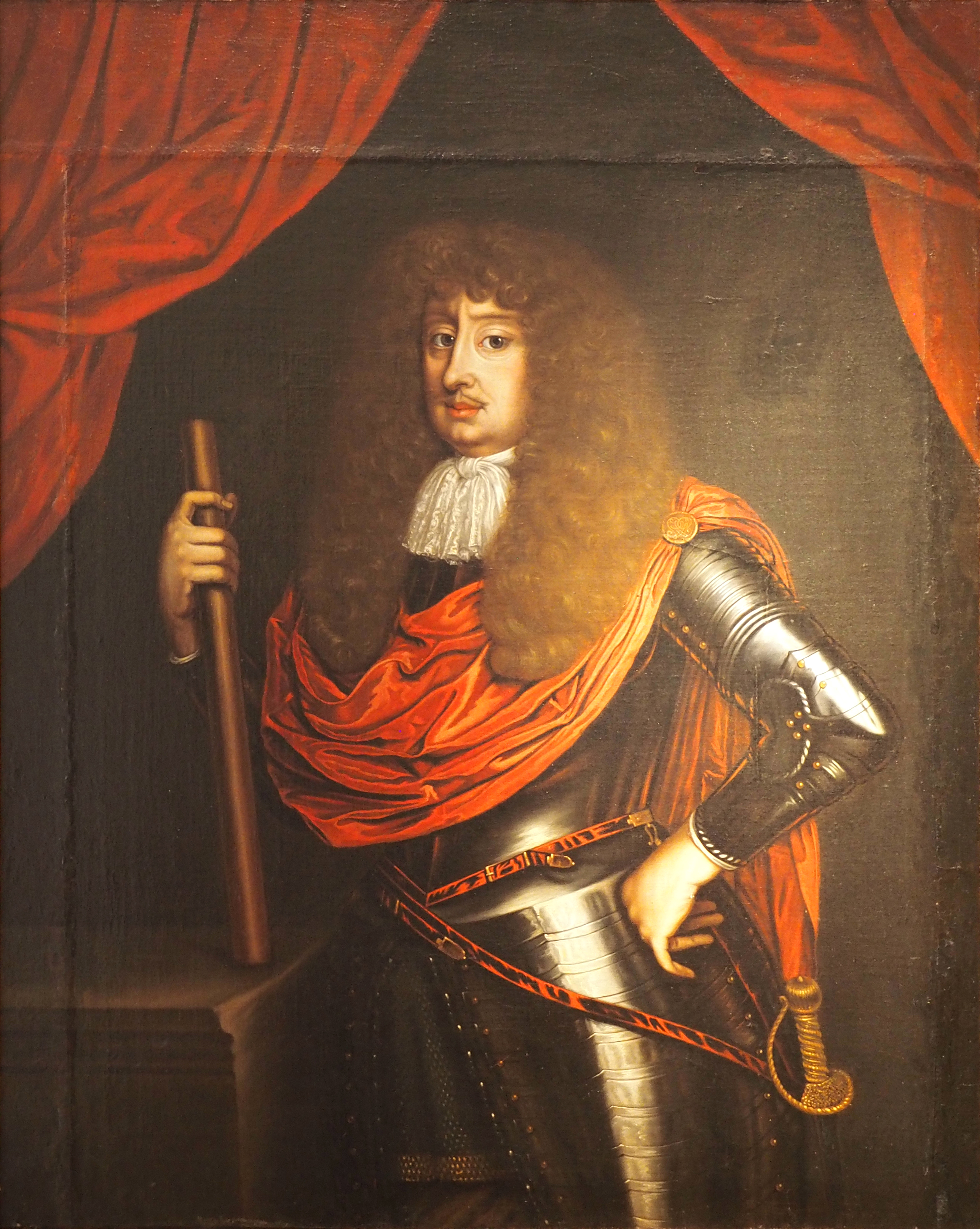
retrato anónimo de Federico III en sus últimos años de vida.

Incluso antes de la introducción de la monarquía absoluta y también más tarde jugó la promoción para fines de seguridad y la vida nutricional también algún papel en el futuro militar y espíritu mercantilista: en 1650 fundó Frederiksodde como fortaleza por Bersodde. Entre 1663 y  1667 estableció la ciudad fortaleza de Frederick Negro en Schleswig y en 1665 consiguió Frederikssund derechos de propiedad comercial, en 1657 se permitió a los judíos portugueses comerciar en todo el reino , en 1662 se creó uno nuevo. La Compañía Islandesa, a partir de 1665, recibió permisos para construir refinerías de azúcar, tiendas de jabón y sal y una fábrica de almidón en Copenhague. En Noruega, el 30 de julio de 1662, se emitieron los derechos comunes de las ciudades del mercado para todas las ciudades del mercado noruego, y de las nuevas ciudades del mercado llegaron a Drammen y Kragerø en 1665, y Halden (Frederikshald) en 1666.
Por medidas militares se puede mencionar que, además del establecimiento de Frederiksort y Fredericia, se iniciaron fortificaciones en Copenhague, Christianshavn, Nyborg y Korsør. 
En 1665, Federico tuvo la oportunidad de devolver el favor que le habían prestado los holandeses, evitando que los británicos se apoderaran de la flota de especias de las Indias Orientales. La flota holandesa había buscado refugio en Noruega, y los británicos intentaban persuadir al rey Federico de apropiarse de la flota, con el argumento de que tenía un valor superior a todo su reino. Federico y los británicos lograron ponerse de acuerdo para atacar a la flota, pero antes de que los buques daneses llegasen a Bergen, el comandante de la fortaleza ya había expulsado a los barcos británicos en la batalla de Vågen.

### Muerte y entierro
Federico había llevado una vida moderada llena de intereses que la hacían muy diferente a la de su padre. Aun así, no envejeció. Ya el 9 de febrero de 1670, después de tres días de dolorosa enfermedad, murió de neumonía a los 61 años. El 4 de mayo de ese año, fue enterrado en la catedral de Roskilde.

## Legado
El nuevo monarca era de carácter reservado y enigmático. Pocas veces sonreía y hablaba poco, en fuerte contraste a Cristián IV. Carecía de la brillantez y carisma de su impulsivo padre, pero en compensación tenía autocontrol y moderación. Interesado en la teología, las ciencias y la literatura, era un ávido lector y coleccionista de libros. Fundó en 1648 la Biblioteca Real Danesa, en Copenhague, con volúmenes propios y los adquiridos a bibliotecas particulares de familias nobles. Esfuerzos para la ciencia. Además de su constante participación en el gobierno de su país, donde todos los hilos estaban ahora reunidos solos en su mano, el rey Federico, hasta su muerte, se ocupó de los intereses que había sentido desde muy joven.

### Teología
Con mucho gusto se involucró en temas teológicos y soportó escuchar ingeniosas discusiones teológicas.

### Los Archivos Nacionales
No solo coleccionaba libros con inclinación, sino también sobre casos de arte y rarezas. Le dieron los Archivos Nacionales de hoy, con un arsenal en el primer piso, una biblioteca en el segundo piso y una " cámara de arte " en el tercer piso. Este último contenía rarezas como el esqueleto del perro Tyrk, que vigilaba en la habitación de su padre Cristián IV, el caparazón principal del Papa Lucio I, que fue retirado de la catedral de Roskilde después de la Reforma, dieciocho cachorros de ratas con colas enredadas, un feto petrificado como Colombe Chatri de Toulouse; había estado embarazada por 28 años cuando ella murió; un pulgar hacia arriba de la travesura a la que Sehested se había unido, y que, según los informes, era uno de los 365 fetos que la condesa María de Holanda había derribado alguna vez; así como una piedra de vejiga , cortada de Griffenfeld y más grande que un huevo de gallina. Solo ha sobrevivido una lista de los lugares de interés, a excepción del caparazón principal del Papa Lucio I, que ahora se conserva en la catedral católica de Copenhague, San Ascario.

### Experiencia nórdica
Estaba interesado en la antigüedad nórdica y buscaba mantenerse al día con las obras de Tormod Torfesen (Torfæus).

### Tycho Brahe
Pero aún más lejos, sin embargo, fue su sentido de las ciencias naturales; lo llevó, por ejemplo, a hacer planes para publicar las obras completas de Tycho Brahe.

### Alquimia
También estaba interesado en la alquimia , y cuando había usado sus títulos para nombres de calles después de nombrar a Gothersgade y Vendersgade en Copenhague, usó nombres de metal en su lugar, por lo que Sølvgade obtuvo su nombre. En Rigensgade, tenía un alquimista llamado Borri balanceándose en un laboratorio. Por lo tanto, el cercano hospital Garrison fue apodado el "castillo de oro" hasta que los soldados que eran pacientes allí fueron renombrados como el castillo Grott.
El médico y químico italiano Francesco Borri se convirtió en su favorito, y con él el rey pasó muchas horas hablando sobre las fantasías de Borri sobre "la Piedra del Sabio " y sobre el arte de hacer oro, al que se adjuntaba mucho dinero de la caja del rey.

### La Biblioteca Real
La pieza central de todas estas actividades fue la colección de libros que Federico creó, incluidas varias bibliotecas nobles que había comprado, y alrededor de 1848 se convirtió en el origen de la Biblioteca Real. Muchos libros llevan su superexlibris .

## Familia
Estuvo casado con Sofía Amelia de Brunswick-Lüneburg, con quien tuvo ocho hijos:
- Cristián (1646-1699): sucedió a su padre como rey de Dinamarca y Noruega.
- Ana Sofía (1647-1717): electora de Sajonia como la esposa del príncipe elector Juan Jorge III de Sajonia.
- Federica Amalia (1649-1704): duquesa de Holstein-Gottorp como la esposa del duque Cristián Alberto de Holstein-Gottorp.
- Guillermina Ernestina (1650-1706): electora del Palatinado como la esposa del príncipe elector Carlos II del Palatinado.
- Federico (1651-1652).
- Jorge (1653-1708): príncipe consorte de Gran Bretaña como el esposo de la reina Ana de Gran Bretaña.
- Ulrica Leonor (1656-1693): reina de Suecia como la esposa del rey Carlos XI de Suecia.
- Dorotea (1657-1658).

Su amante, Margarethe Pape, le dio un hijo ilegítimo:
- Ulrik Frederik Gyldenløve (Bremen, 1638 - Hamburgo, 1704)

## Antepasados
| \| \| \| \| \| \| \| \| \| \| \| \| \| \| \| \| \| \| \| \| 16. Rey Federico I de Dinamarca de Dinamarca y Noruega (=22) \| \| \| \| \| \| \| \| \| \| \| \| \| \| \| \| \| \| \| \| \| \| \| \| \| \| \| \| \| \| \| \| \| \| \| \| \| \| \| \| \| \| \| \| \| \| \| \| \| \| \| \| \| \| 8. Rey Christian III de Dinamarca y Noruega \| \| \| \| \| \| \| \| \| \| \| \| \| \| \| \| \| \| \| \| \| \| \| \| \| \| \| \| \| \| \| \| \| \| \| \| \| \| \| \| \| \| \| \| \| \| \| \| \| \| \| \| \| \| 17. Ana de Brandeburgo \| \| \| \| \| \| \| \| \| \| \| \| \| \| \| \| \| \| \| \| \| \| \| \| \| \| \| \| \| \| \| \| \| \| \| \| \| \| \| \| \| \| \| \| \| \| \| \| \| \| \| \| \| \| 4. Rey Federico II de Dinamarca \| \| \| \| \| \| \| \| \| \| \| \| \| \| \| \| \| \| \| \| \| \| \| \| \| \| \| \| \| \| \| \| \| \| \| \| \| \| \| \| \| \| \| \| \| \| \| \| \| \| \| \| \| \| 18. duque Magnus I de Sajonia-Lauenburgo \| \| \| \| \| \| \| \| \| \| \| \| \| \| \| \| \| \| \| \| \| \| \| \| \| \| \| \| \| \| \| \| \| \| \| \| \| \| \| \| \| \| \| \| \| \| \| \| \| \| \| \| \| \| 9. Reina Dorothea de Sajonia-Lauenburgo \| \| \| \| \| \| \| \| \| \| \| \| \| \| \| \| \| \| \| \| \| \| \| \| \| \| \| \| \| \| \| \| \| \| \| \| \| \| \| \| \| \| \| \| \| \| \| \| \| \| \| \| \| \| 19. Catalina de Brunswick-Wolfenbüttel \| \| \| \| \| \| \| \| \| \| \| \| \| \| \| \| \| \| \| \| \| \| \| \| \| \| \| \| \| \| \| \| \| \| \| \| \| \| \| \| \| \| \| \| \| \| \| \| \| \| \| \| \| \| 2. Rey Cristian IV de Dinamarca \| \| \| \| \| \| \| \| \| \| \| \| \| \| \| \| \| \| \| \| \| \| \| \| \| \| \| \| \| \| \| \| \| \| \| \| \| \| \| \| \| \| \| \| \| \| \| \| \| \| \| \| \| \| 20. duque Alberto VII de Mecklemburgo \| \| \| \| \| \| \| \| \| \| \| \| \| \| \| \| \| \| \| \| \| \| \| \| \| \| \| \| \| \| \| \| \| \| \| \| \| \| \| \| \| \| \| \| \| \| \| \| \| \| \| \| \| \| 10. Duque Ulrich III, de Mecklenburgo-Güstrow \| \| \| \| \| \| \| \| \| \| \| \| \| \| \| \| \| \| \| \| \| \| \| \| \| \| \| \| \| \| \| \| \| \| \| \| \| \| \| \| \| \| \| \| \| \| \| \| \| \| \| \| \| \| 21. Princesa Ana de Brandeburgo \| \| \| \| \| \| \| \| \| \| \| \| \| \| \| \| \| \| \| \| \| \| \| \| \| \| \| \| \| \| \| \| \| \| \| \| \| \| \| \| \| \| \| \| \| \| \| \| \| \| \| \| \| \| 5. Princesa Sophie de Mecklenburgo-Güstrow \| \| \| \| \| \| \| \| \| \| \| \| \| \| \| \| \| \| \| \| \| \| \| \| \| \| \| \| \| \| \| \| \| \| \| \| \| \| \| \| \| \| \| \| \| \| \| \| \| \| \| \| \| \| 22. Rey Federico I de Dinamarca de Dinamarca y Noruega (=16) \| \| \| \| \| \| \| \| \| \| \| \| \| \| \| \| \| \| \| \| \| \| \| \| \| \| \| \| \| \| \| \| \| \| \| \| \| \| \| \| \| \| \| \| \| \| \| \| \| \| \| \| \| \| 11. Princesa Elizabeth de Dinamarca \| \| \| \| \| \| \| \| \| \| \| \| \| \| \| \| \| \| \| \| \| \| \| \| \| \| \| \| \| \| \| \| \| \| \| \| \| \| \| \| \| \| \| \| \| \| \| \| \| \| \| \| \| \| 23. Sofía de Pomerania \| \| \| \| \| \| \| \| \| \| \| \| \| \| \| \| \| \| \| \| \| \| \| \| \| \| \| \| \| \| \| \| \| \| \| \| \| \| \| \| \| \| \| \| \| \| \| \| \| \| \| \| \| \| 1. Rey Federico III de Dinamarca \| \| \| \| \| \| \| \| \| \| \| \| \| \| \| \| \| \| \| \| \| \| \| \| \| \| \| \| \| \| \| \| \| \| \| \| \| \| \| \| \| \| \| \| \| \| \| \| \| \| \| \| \| \| 24. Elector Joaquín II Hectór de Brandeburgo \| \| \| \| \| \| \| \| \| \| \| \| \| \| \| \| \| \| \| \| \| \| \| \| \| \| \| \| \| \| \| \| \| \| \| \| \| \| \| \| \| \| \| \| \| \| \| \| \| \| \| \| \| \| 12. Elector Juan George de Brandemburgo \| \| \| \| \| \| \| \| \| \| \| \| \| \| \| \| \| \| \| \| \| \| \| \| \| \| \| \| \| \| \| \| \| \| \| \| \| \| \| \| \| \| \| \| \| \| \| \| \| \| \| \| \| \| 25. Magdalena de Sajonia \| \| \| \| \| \| \| \| \| \| \| \| \| \| \| \| \| \| \| \| \| \| \| \| \| \| \| \| \| \| \| \| \| \| \| \| \| \| \| \| \| \| \| \| \| \| \| \| \| \| \| \| \| \| 6. Elector Joaquin Federico de Brandeburgo \| \| \| \| \| \| \| \| \| \| \| \| \| \| \| \| \| \| \| \| \| \| \| \| \| \| \| \| \| \| \| \| \| \| \| \| \| \| \| \| \| \| \| \| \| \| \| \| \| \| \| \| \| \| 26. duque Federico II de Legnica, Brieg y Wohlau \| \| \| \| \| \| \| \| \| \| \| \| \| \| \| \| \| \| \| \| \| \| \| \| \| \| \| \| \| \| \| \| \| \| \| \| \| \| \| \| \| \| \| \| \| \| \| \| \| \| \| \| \| \| 13. Electora Sofía de Liegnitz \| \| \| \| \| \| \| \| \| \| \| \| \| \| \| \| \| \| \| \| \| \| \| \| \| \| \| \| \| \| \| \| \| \| \| \| \| \| \| \| \| \| \| \| \| \| \| \| \| \| \| \| \| \| 27. Sofía de Brandeburgo-Ansbach-Kulmbach \| \| \| \| \| \| \| \| \| \| \| \| \| \| \| \| \| \| \| \| \| \| \| \| \| \| \| \| \| \| \| \| \| \| \| \| \| \| \| \| \| \| \| \| \| \| \| \| \| \| \| \| \| \| 3. Princesa Anne Catherine de Brandemburgo \| \| \| \| \| \| \| \| \| \| \| \| \| \| \| \| \| \| \| \| \| \| \| \| \| \| \| \| \| \| \| \| \| \| \| \| \| \| \| \| \| \| \| \| \| \| \| \| \| \| \| \| \| \| 28. elector Joaquín I Néstor de Brandeburgo \| \| \| \| \| \| \| \| \| \| \| \| \| \| \| \| \| \| \| \| \| \| \| \| \| \| \| \| \| \| \| \| \| \| \| \| \| \| \| \| \| \| \| \| \| \| \| \| \| \| \| \| \| \| 14. Magrave Juan I de Brandeburgo-Küstrin \| \| \| \| \| \| \| \| \| \| \| \| \| \| \| \| \| \| \| \| \| \| \| \| \| \| \| \| \| \| \| \| \| \| \| \| \| \| \| \| \| \| \| \| \| \| \| \| \| \| \| \| \| \| 29. Princesa Isabel de Dinamarca \| \| \| \| \| \| \| \| \| \| \| \| \| \| \| \| \| \| \| \| \| \| \| \| \| \| \| \| \| \| \| \| \| \| \| \| \| \| \| \| \| \| \| \| \| \| \| \| \| \| \| \| \| \| 7. Electora Catherine de Brandeburgo-Küstrin \| \| \| \| \| \| \| \| \| \| \| \| \| \| \| \| \| \| \| \| \| \| \| \| \| \| \| \| \| \| \| \| \| \| \| \| \| \| \| \| \| \| \| \| \| \| \| \| \| \| \| \| \| \| 30. Duque Enrique V de Brunswick-Luneburgo, el joven \| \| \| \| \| \| \| \| \| \| \| \| \| \| \| \| \| \| \| \| \| \| \| \| \| \| \| \| \| \| \| \| \| \| \| \| \| \| \| \| \| \| \| \| \| \| \| \| \| \| \| \| \| \| 15. Princesa Catherine de Brunswick-Wolfenbüttel \| \| \| \| \| \| \| \| \| \| \| \| \| \| \| \| \| \| \| \| \| \| \| \| \| \| \| \| \| \| \| \| \| \| \| \| \| \| \| \| \| \| \| \| \| \| \| \| \| \| \| \| \| \| 31. Marie von Württemberg \| \| \| \| \| \| \| \| \| \| \| \| \| \| \| \| \| \| \| \| \| \| \| \| \| \| \| \| \| \| \| \| \| \| \| \| \| \| \| \| \| \| \| \| \| \| \| \| \| \| \| \| |                                                              |  |  |  |  |  |  |  |  |  |  |  |  |  |  |  |
| |                                                              |  |  |  |  |  |  |  |  |  |  |  |  |  |  |  |
| | 16. Rey Federico I de Dinamarca de Dinamarca y Noruega (=22) |  |  |  |  |  |  |  |  |  |  |  |  |  |  |  |
| |                                                              |  |  |  |  |  |  |  |  |  |  |  |  |  |  |  |
| |                                                              |  |  |  |  |  |  |  |  |  |  |  |  |  |  |  |
| | 8. Rey Christian III de Dinamarca y Noruega                  |  |  |  |  |  |  |  |  |  |  |  |  |  |  |  |
| |                                                              |  |  |  |  |  |  |  |  |  |  |  |  |  |  |  |
| |                                                              |  |  |  |  |  |  |  |  |  |  |  |  |  |  |  |
| | 17. Ana de Brandeburgo                                       |  |  |  |  |  |  |  |  |  |  |  |  |  |  |  |
| |                                                              |  |  |  |  |  |  |  |  |  |  |  |  |  |  |  |
| |                                                              |  |  |  |  |  |  |  |  |  |  |  |  |  |  |  |
| | 4. Rey Federico II de Dinamarca                              |  |  |  |  |  |  |  |  |  |  |  |  |  |  |  |
| |                                                              |  |  |  |  |  |  |  |  |  |  |  |  |  |  |  |
| |                                                              |  |  |  |  |  |  |  |  |  |  |  |  |  |  |  |
| | 18. duque Magnus I de Sajonia-Lauenburgo                     |  |  |  |  |  |  |  |  |  |  |  |  |  |  |  |
| |                                                              |  |  |  |  |  |  |  |  |  |  |  |  |  |  |  |
| |                                                              |  |  |  |  |  |  |  |  |  |  |  |  |  |  |  |
| | 9. Reina Dorothea de Sajonia-Lauenburgo                      |  |  |  |  |  |  |  |  |  |  |  |  |  |  |  |
| |                                                              |  |  |  |  |  |  |  |  |  |  |  |  |  |  |  |
| |                                                              |  |  |  |  |  |  |  |  |  |  |  |  |  |  |  |
| | 19. Catalina de Brunswick-Wolfenbüttel                       |  |  |  |  |  |  |  |  |  |  |  |  |  |  |  |
| |                                                              |  |  |  |  |  |  |  |  |  |  |  |  |  |  |  |
| |                                                              |  |  |  |  |  |  |  |  |  |  |  |  |  |  |  |
| | 2. Rey Cristian IV de Dinamarca                              |  |  |  |  |  |  |  |  |  |  |  |  |  |  |  |
| |                                                              |  |  |  |  |  |  |  |  |  |  |  |  |  |  |  |
| |                                                              |  |  |  |  |  |  |  |  |  |  |  |  |  |  |  |
| | 20. duque Alberto VII de Mecklemburgo                        |  |  |  |  |  |  |  |  |  |  |  |  |  |  |  |
| |                                                              |  |  |  |  |  |  |  |  |  |  |  |  |  |  |  |
| |                                                              |  |  |  |  |  |  |  |  |  |  |  |  |  |  |  |
| | 10. Duque Ulrich III, de Mecklenburgo-Güstrow                |  |  |  |  |  |  |  |  |  |  |  |  |  |  |  |
| |                                                              |  |  |  |  |  |  |  |  |  |  |  |  |  |  |  |
| |                                                              |  |  |  |  |  |  |  |  |  |  |  |  |  |  |  |
| | 21. Princesa Ana de Brandeburgo                              |  |  |  |  |  |  |  |  |  |  |  |  |  |  |  |
| |                                                              |  |  |  |  |  |  |  |  |  |  |  |  |  |  |  |
| |                                                              |  |  |  |  |  |  |  |  |  |  |  |  |  |  |  |
| | 5. Princesa Sophie de Mecklenburgo-Güstrow                   |  |  |  |  |  |  |  |  |  |  |  |  |  |  |  |
| |                                                              |  |  |  |  |  |  |  |  |  |  |  |  |  |  |  |
| |                                                              |  |  |  |  |  |  |  |  |  |  |  |  |  |  |  |
| | 22. Rey Federico I de Dinamarca de Dinamarca y Noruega (=16) |  |  |  |  |  |  |  |  |  |  |  |  |  |  |  |
| |                                                              |  |  |  |  |  |  |  |  |  |  |  |  |  |  |  |
| |                                                              |  |  |  |  |  |  |  |  |  |  |  |  |  |  |  |
| | 11. Princesa Elizabeth de Dinamarca                          |  |  |  |  |  |  |  |  |  |  |  |  |  |  |  |
| |                                                              |  |  |  |  |  |  |  |  |  |  |  |  |  |  |  |
| |                                                              |  |  |  |  |  |  |  |  |  |  |  |  |  |  |  |
| | 23. Sofía de Pomerania                                       |  |  |  |  |  |  |  |  |  |  |  |  |  |  |  |
| |                                                              |  |  |  |  |  |  |  |  |  |  |  |  |  |  |  |
| |                                                              |  |  |  |  |  |  |  |  |  |  |  |  |  |  |  |
| | 1. Rey Federico III de Dinamarca                             |  |  |  |  |  |  |  |  |  |  |  |  |  |  |  |
| |                                                              |  |  |  |  |  |  |  |  |  |  |  |  |  |  |  |
| |                                                              |  |  |  |  |  |  |  |  |  |  |  |  |  |  |  |
| | 24. Elector Joaquín II Hectór de Brandeburgo                 |  |  |  |  |  |  |  |  |  |  |  |  |  |  |  |
| |                                                              |  |  |  |  |  |  |  |  |  |  |  |  |  |  |  |
| |                                                              |  |  |  |  |  |  |  |  |  |  |  |  |  |  |  |
| | 12. Elector Juan George de Brandemburgo                      |  |  |  |  |  |  |  |  |  |  |  |  |  |  |  |
| |                                                              |  |  |  |  |  |  |  |  |  |  |  |  |  |  |  |
| |                                                              |  |  |  |  |  |  |  |  |  |  |  |  |  |  |  |
| | 25. Magdalena de Sajonia                                     |  |  |  |  |  |  |  |  |  |  |  |  |  |  |  |
| |                                                              |  |  |  |  |  |  |  |  |  |  |  |  |  |  |  |
| |                                                              |  |  |  |  |  |  |  |  |  |  |  |  |  |  |  |
| | 6. Elector Joaquin Federico de Brandeburgo                   |  |  |  |  |  |  |  |  |  |  |  |  |  |  |  |
| |                                                              |  |  |  |  |  |  |  |  |  |  |  |  |  |  |  |
| |                                                              |  |  |  |  |  |  |  |  |  |  |  |  |  |  |  |
| | 26. duque Federico II de Legnica, Brieg y Wohlau             |  |  |  |  |  |  |  |  |  |  |  |  |  |  |  |
| |                                                              |  |  |  |  |  |  |  |  |  |  |  |  |  |  |  |
| |                                                              |  |  |  |  |  |  |  |  |  |  |  |  |  |  |  |
| | 13. Electora Sofía de Liegnitz                               |  |  |  |  |  |  |  |  |  |  |  |  |  |  |  |
| |                                                              |  |  |  |  |  |  |  |  |  |  |  |  |  |  |  |
| |                                                              |  |  |  |  |  |  |  |  |  |  |  |  |  |  |  |
| | 27. Sofía de Brandeburgo-Ansbach-Kulmbach                    |  |  |  |  |  |  |  |  |  |  |  |  |  |  |  |
| |                                                              |  |  |  |  |  |  |  |  |  |  |  |  |  |  |  |
| |                                                              |  |  |  |  |  |  |  |  |  |  |  |  |  |  |  |
| | 3. Princesa Anne Catherine de Brandemburgo                   |  |  |  |  |  |  |  |  |  |  |  |  |  |  |  |
| |                                                              |  |  |  |  |  |  |  |  |  |  |  |  |  |  |  |
| |                                                              |  |  |  |  |  |  |  |  |  |  |  |  |  |  |  |
| | 28. elector Joaquín I Néstor de Brandeburgo                  |  |  |  |  |  |  |  |  |  |  |  |  |  |  |  |
| |                                                              |  |  |  |  |  |  |  |  |  |  |  |  |  |  |  |
| |                                                              |  |  |  |  |  |  |  |  |  |  |  |  |  |  |  |
| | 14. Magrave Juan I de Brandeburgo-Küstrin                    |  |  |  |  |  |  |  |  |  |  |  |  |  |  |  |
| |                                                              |  |  |  |  |  |  |  |  |  |  |  |  |  |  |  |
| |                                                              |  |  |  |  |  |  |  |  |  |  |  |  |  |  |  |
| | 29. Princesa Isabel de Dinamarca                             |  |  |  |  |  |  |  |  |  |  |  |  |  |  |  |
| |                                                              |  |  |  |  |  |  |  |  |  |  |  |  |  |  |  |
| |                                                              |  |  |  |  |  |  |  |  |  |  |  |  |  |  |  |
| | 7. Electora Catherine de Brandeburgo-Küstrin                 |  |  |  |  |  |  |  |  |  |  |  |  |  |  |  |
| |                                                              |  |  |  |  |  |  |  |  |  |  |  |  |  |  |  |
| |                                                              |  |  |  |  |  |  |  |  |  |  |  |  |  |  |  |
| | 30. Duque Enrique V de Brunswick-Luneburgo, el joven         |  |  |  |  |  |  |  |  |  |  |  |  |  |  |  |
| |                                                              |  |  |  |  |  |  |  |  |  |  |  |  |  |  |  |
| |                                                              |  |  |  |  |  |  |  |  |  |  |  |  |  |  |  |
| | 15. Princesa Catherine de Brunswick-Wolfenbüttel             |  |  |  |  |  |  |  |  |  |  |  |  |  |  |  |
| |                                                              |  |  |  |  |  |  |  |  |  |  |  |  |  |  |  |
| |                                                              |  |  |  |  |  |  |  |  |  |  |  |  |  |  |  |
| | 31. Marie von Württemberg                                    |  |  |  |  |  |  |  |  |  |  |  |  |  |  |  |
| |                                                              |  |  |  |  |  |  |  |  |  |  |  |  |  |  |  |
| |                                                              |  |  |  |  |  |  |  |  |  |  |  |  |  |  |  |

## Títulos y tratamientos
Esta tabla aún no está actualizada. Puedes contribuir aportando información sobre títulos y tratamientos de esta persona.
| Predecesor: Cristián IV | Rey de Dinamarca y Rey de Noruega 1648 - 1670 | Sucesor: Cristián V |

- Datos: Q157812
- Multimedia: Frederick III of Denmark / Q157812